# Jaime Castrillo
Jaime Castrillo Zapater (Jaca, 13 maart 1996) is een voormalig Spaans wielrenner. Zijn jongere broer Pablo Castrillo werd eveneens wielrenner.

## Carrière
Als junior werd Castrillo in 2014 nationaal kampioen op de weg. Een jaar later werd hij opgenomen in de selectie van Lizarte, een Spaans clubteam. In 2017 nam hij, als Spaans kampioen, deel aan de tijdrit voor beloften op het wereldkampioenschap. Het 37 kilometer lange parcours in en rond Bergen legde hij ruim twee minuten langzamer af dan winnaar Mikkel Bjerg, wat hem de dertiende plaats in de eindstand opleverde. Eerder dat jaar werd hij onder meer twintigste in zowel het eindklassement van de Ronde van de Aostavallei als op het Europees kampioenschap tijdrijden voor beloften.
In 2018 werd Castrillo prof bij Movistar Team.

## Overwinningen
2014
 Spaans kampioen op de weg, Junioren
2017
 Spaans kampioen tijdrijden, Beloften

## Resultaten in voornaamste wedstrijden
|      | \| Jaar \| Gent-Wevelgem \| Ronde van Vlaanderen \| Parijs-Roubaix \| Amstel Gold Race \| Ronde van Lombardije \| Waalse Pijl \| \| ---- \| ------------- \| -------------------- \| -------------- \| ---------------- \| -------------------- \| ----------- \| \| 2018 \| \| \| \| \| opgave \| \| \| 2019 \| opgave \| 90e \| opgave \| opgave \| opgave \| opgave \| |                      |                |                  |                      |             |
| Jaar | Gent-Wevelgem | Ronde van Vlaanderen | Parijs-Roubaix | Amstel Gold Race | Ronde van Lombardije | Waalse Pijl |
| 2018 | |                      |                |                  | opgave               |             |
| 2019 | opgave | 90e                  | opgave         | opgave           | opgave               | opgave      |

## Ploegen
- 2018 –  Movistar Team
- 2019 –  Movistar Team
- 2020 –  Equipo Kern Pharma
- 2021 –  Equipo Kern Pharma
- 2022 –  Equipo Kern Pharma

Amador · Anacona · Arcas · Barbero · Bennati · Betancur · Bico · Carapaz · Carretero · Castrillo · de la Parte · Erviti · Fernández · Landa · Oliveira · Pedrero · D. Quintana · N. Quintana · Rojas · Rosón · Sepúlveda · Soler · Sütterlin · Valls · Valverde 
Amador · Anacona · Arcas · Barbero · Bennati · Betancur · Carapaz · Carretero · Castrillo · Erviti · Fernández · Landa · Mas · Oliveira · Pedrero · Prades · Quintana · Roelandts · Rojas · Rosón · Sepúlveda · Soler · Sütterlin · Valls · 
Valverde  · Verona
Adrià · Agirre · Araiz · Arrieta · Berrade · Carboni (vanaf 9/9) · Carretero · J. Castrillo · Cobo · Galván · C. García Pierna · R. García Pierna · Jaime · D. Lopez · J. López · Marquez · Mendez · Miquel · Moreno · Novikov · Parra · Řepa · Ruiz · Sánchez · van der Tuuk · P. Castrillo (stagiair) · Fernandez (stagiair) · Retegi (stagiair)